# توم غولدن
توم غولدن (بالإنجليزية: Tom Golden)‏ هو لاعب دوري الرغبي أسترالي، ولد في 1880، وتوفي في 1952.